# Droga wojewódzka nr 341

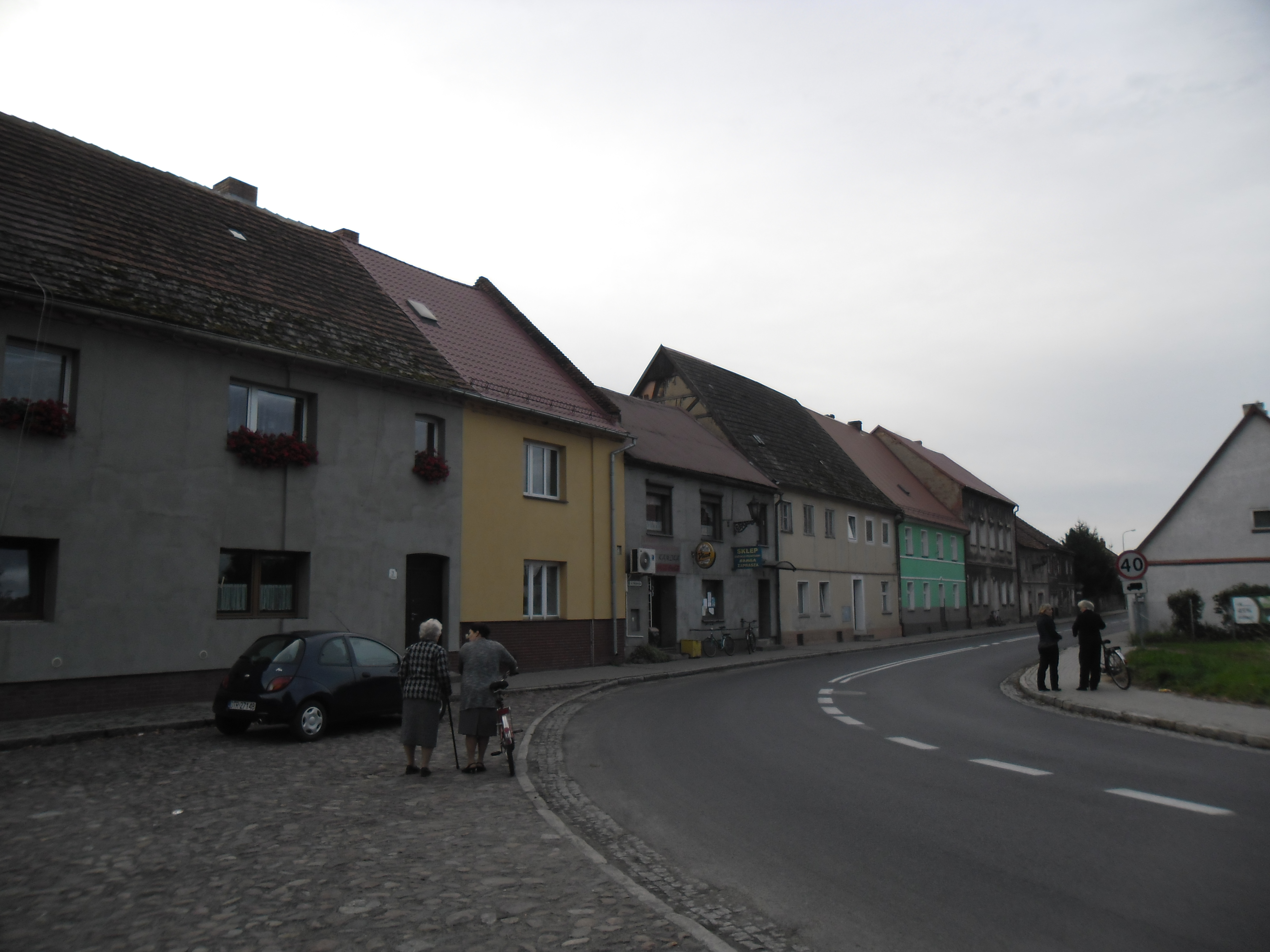
Dawny odcinek DW341 w Urazie

Droga wojewódzka nr 341 (DW341) – droga wojewódzka  przebiegająca w całości przez województwo dolnośląskie o długości ok. 21 km. Umożliwia dojazd z drogi wojewódzkiej nr 340 w Radeczu do miejscowości Błonie oraz drogi krajowej nr 94 relacji Wrocław – Legnica.
Do grudnia 2020 roku łączyła Lubiąż, Brzeg Dolny z miejscowością Pęgów, a jej długość wynosiła około 33 km.
Docelowo droga osiągnie długość ok. 37 km (po budowie południowego odcinka Obwodnicy Aglomeracji Wrocławskiej) przechodząc przez miejscowość Jarząbkowice kończąc się w Kątach Wrocławskich na węźle z autostradą A4.

## Miejscowości leżące przy trasie DW341
- Radecz (DW340)
- Brzeg Dolny (obwodnica)
- Głoska
- Klęka
- Miękinia (obwodnica)
- Błonie (DK94)

### Poprzedni przebieg
- Pęgów (DW342)
- Uraz
- Stary Dwór
- Wały
- Brzeg Dolny
- Pogalewo Małe
- Pogalewo Wielkie
- Grodzanów
- Prawików (DW338)

W październiku 2013 oddano do użytku Most Wolności – 4 Czerwca, który kosztował ok. 160 mln zł i umożliwił połączenie 2 oddzielonych od siebie Odrą części drogi.